# وی۳۸۲ شاه‌تخته

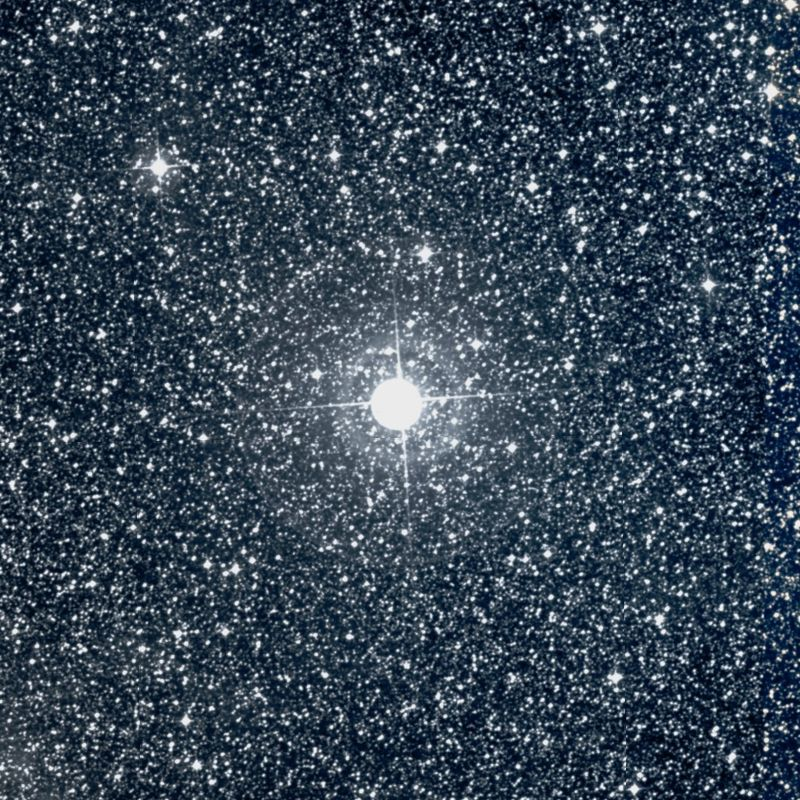
نمایی از محل‌وموقعیت ستارهٔ وی۳۸۲ شاه تخته

وی۳۸۲ شاه‌تخته (به آلمانی: V382 Carinae) یک ستاره غول در صورت فلکی شاه تخته است.